# Amblygonocarpus
Amblygonocarpus Harms é um género botânico pertencente à família Fabaceae.

## Espécies
Apresenta três espécies:
- Amblygonocarpus andongensis
- Amblygonocarpus obtusangulus
- Amblygonocarpus schweinfurthii